# Lærke Winther Andersen
Lærke Winther Andersen, née le 23 septembre 1975,  est une actrice danoise. 

## Biographie
Formée à la Arts Educational School de Londres de 1996 à 1999, Lærke Winther Andersen fait ses débuts à l'écran en 2001 dans le film En kort en lang de Hella Joof, qui la fait connaître à l'échelle nationale. Leur collaboration reprend dans Oh Happy Day en 2004. En 2004 également la DR commence la diffusion de Normalerweize [En temps normal], une série satirique que Winther Andersen a écrite et interprétée avec l'actrice Anna Neye Poulsen. La série connait plusieurs saisons, tandis que Winther Andersen et Neye Poulsen transposent le projet au Bellevue Teatret en 2009.
Elle s'illustre aussi dans les rôles dramatiques. Le plus important est son rôle principal dans The Blessing (2009) de Heidi Maria Faisst, dans lequel elle joue une mère souffrant de dépression post-partum. Le film sera projeté dans plusieurs festivals internationaux et l'actrice recevra une nomination pour le prix Bodil pour sa performance. De plus, elle apparait régulièrement dans les séries Traque en série et Dicte.
En 2013, Winther Andersen tient le rôle de la mère du personnage principal dans le film Antboy sur le premier super-héros danois. 

## Filmographie partielle

### Cinéma
- 2001 : En kort en lang de Hella Joof : Synne
- 2004 : Villa Paranoïa de Erik Clausen : Angelique
- 2005 : Murk (Mørke) de Jannik Johansen : Hanne
- 2007 : Daisy Diamond de Simon Staho : assistante
- 2008 : Les Soldats de l'ombre de Ole Christian Madsen : Kap
- 2008 : Ronal le Barbare de Kresten Vestbjerg Andersen : Zandra
- 2013 : Antboy d'Ask Hasselbalch : la mère de Pelle
- 2016 : Antboy 3 : la mère de Pelle
- 2022 : Toscana de Mehdi Avaz : Merle

### Télévision
- 2013-2015 : Dicte (saisons 1, 2 et 3) : Anne Skov Larsen
- 2014 : Bankerot : Kisser (8 épisodes)
- 2015 : Anges en mission : Mette
- 2015 : Mini et les voleurs de miel : Polly, Sommerfuglen
- 2015 : Aventures canadiennes : Fru Flinth
- 2017 : Rellik (saison 1) : Lisa